# Ogcogaster kirbyi
Ogcogaster kirbyi är en insektsart som beskrevs av Van der Weele 1909. Ogcogaster kirbyi ingår i släktet Ogcogaster och familjen fjärilsländor. Inga underarter finns listade i Catalogue of Life.